# Murasaki (krater)
Murasaki är en nedslagskrater på planeten Merkurius, med en diameter på ungefär 132 kilometer.
1976 uppkallade den efter den japanska författaren Murasaki Shikibu.